# OneAsia Tour 2009
De OneAsia Tour 2009 was het eerste seizoen van de OneAsia Tour. Het seizoen begon in april met het Volvo China Open en eindigde met het Australian PGA Championship in december. Er stonden vijf toernooien op de kalender.

## Kalender
| Data  | Data  | Toernooi                    | Stad                       | Winnaar        | Score | Score | Info |
| ----- | ----- | --------------------------- | -------------------------- | -------------- | ----- | ----- | ---- |
| 16-04 | 19-04 | Volvo China Open            | Peking                     | Scott Strange  | 280   | –8    |      |
| 10-09 | 13-09 | Kolon-Hana Bank Korean Open | Mokchun-ebu, Choongnam     | Sang-moon Bae  | 274   | –10   |      |
| 15-10 | 18-10 | The Midea China Classic     | Beijao                     | Wenchong Liang | 270   | –14   |      |
| 03-12 | 06-12 | Australian Open             | Sydney, New South Wales    | Adam Scott     | 273   | –15   |      |
| 10-12 | 13-12 | Australian PGA Championship | Sunshine Coast, Queensland | Robert Allenby | 270   | –14   |      |

| po = winnaar na play-off |

## Order of Merit
De Order of Merit van dit seizoen werd gewonnen door de Australiër Scott Strange.
| Nr. | Naam           | Prijzengeld ($) |
| --- | -------------- | --------------- |
| 1   | Scott Strange  | 505.783,75      |
| 2   | Adam Scott     | 274.579,10      |
| 3   | Robert Allenby | 247.222,80      |

## Trivia
- Het Pine Valley Bejing Open stond ook op de kalender, maar werd tijdens het seizoen geannuleerd.